# Göljås göl
Göljås göl är en sjö i Vaggeryds kommun i Småland och ingår i Lagans huvudavrinningsområde. Sjön är 5,8 meter djup, har en yta på 0,023 kvadratkilometer och är belägen 257 meter över havet.